# Amara devincta
Amara devincta är en skalbaggsart som beskrevs av Thomas Casey. Amara devincta ingår i släktet Amara och familjen jordlöpare. Inga underarter finns listade i Catalogue of Life.